# Croix du cimetière de Douville-en-Auge
La croix du cimetière de Douville-en-Auge est un monument situé à Douville-en-Auge, en Normandie.

## Historique
La croix est datée du XIVe siècle et est classée monument historique depuis le 26 septembre 1927.

## Description
Elle porte le Christ en croix sur une face et la Vierge couronnée sur l'autre face.

## Galerie

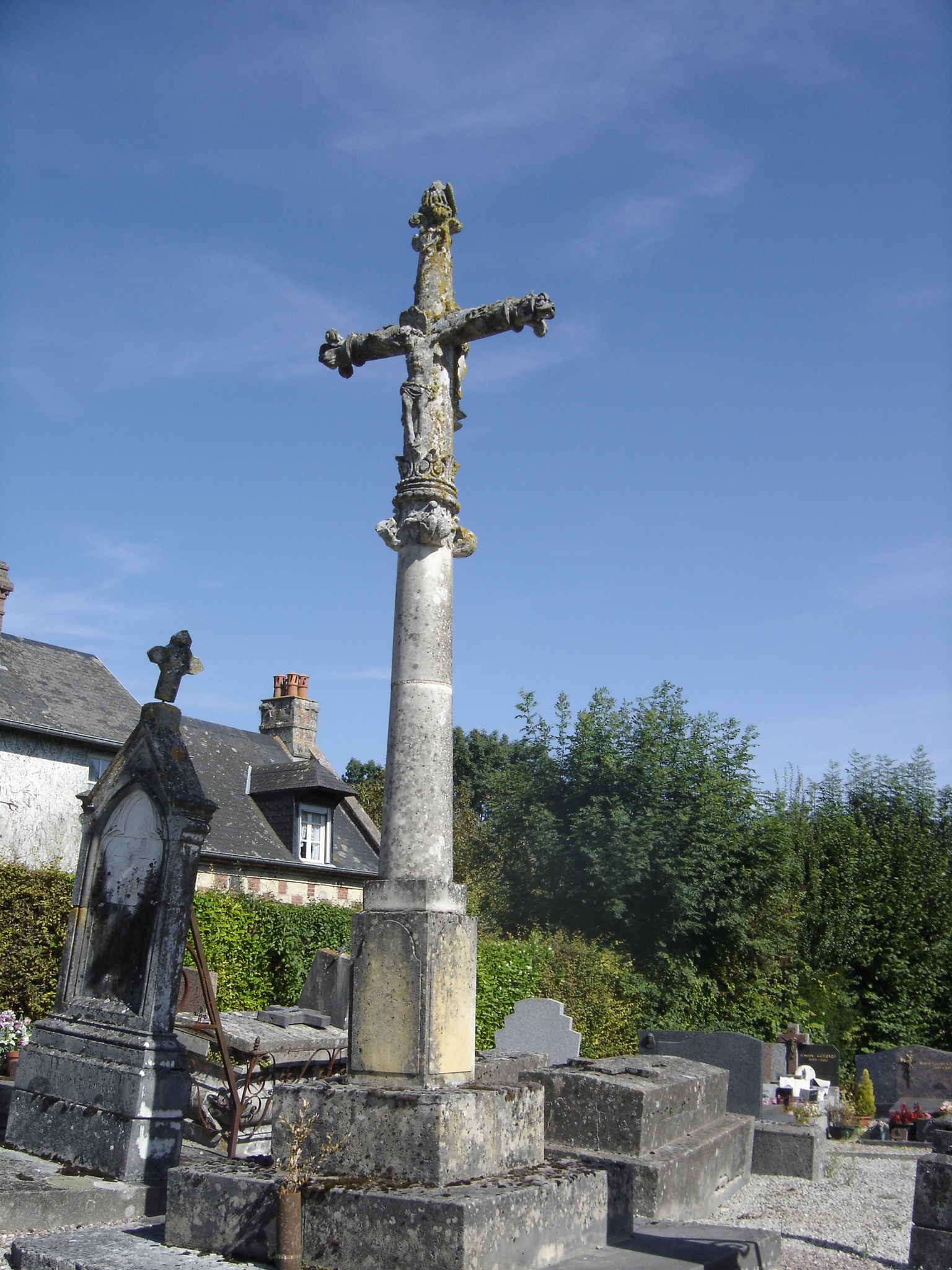
Vue générale
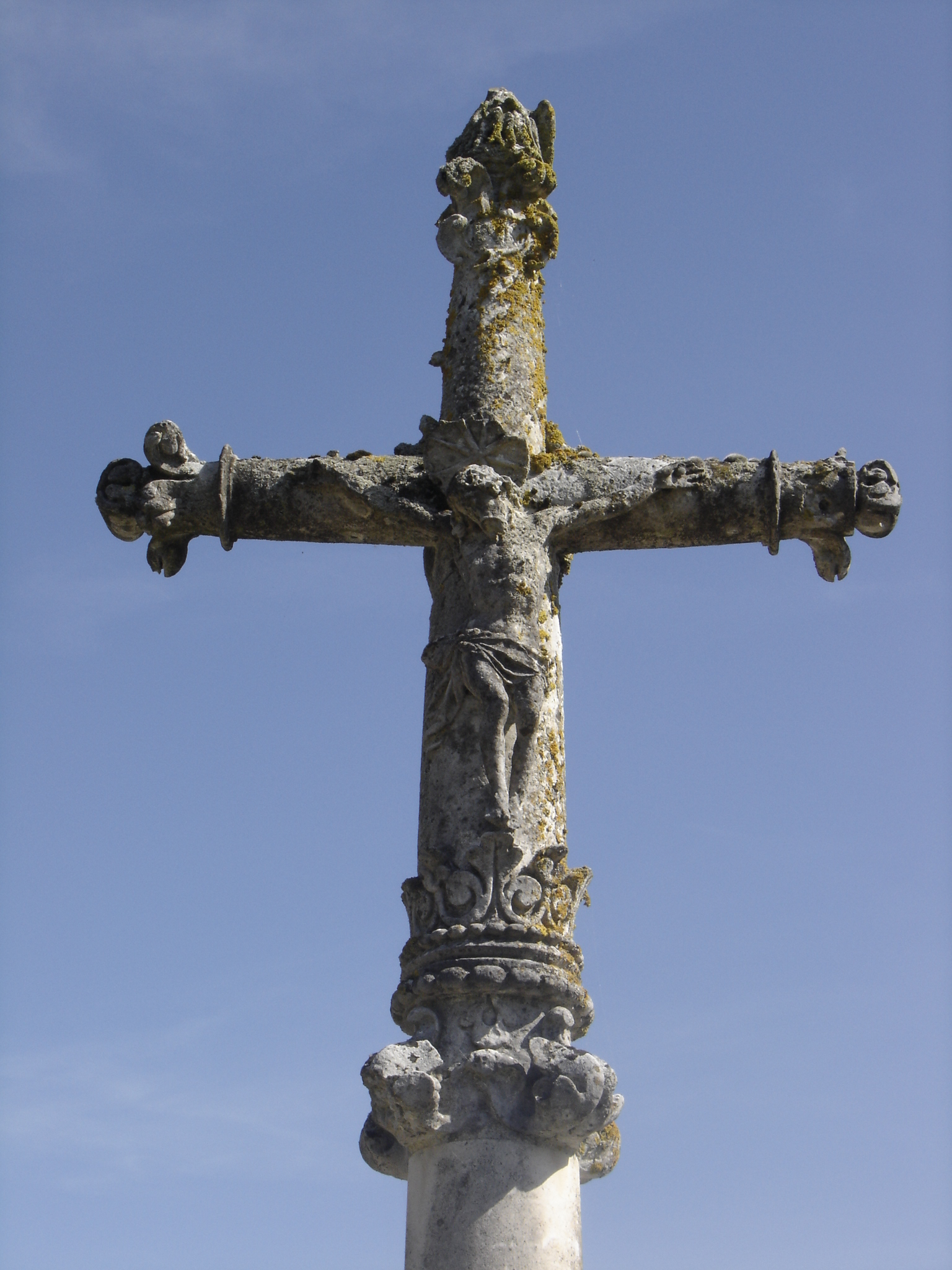
Face avec le Christ
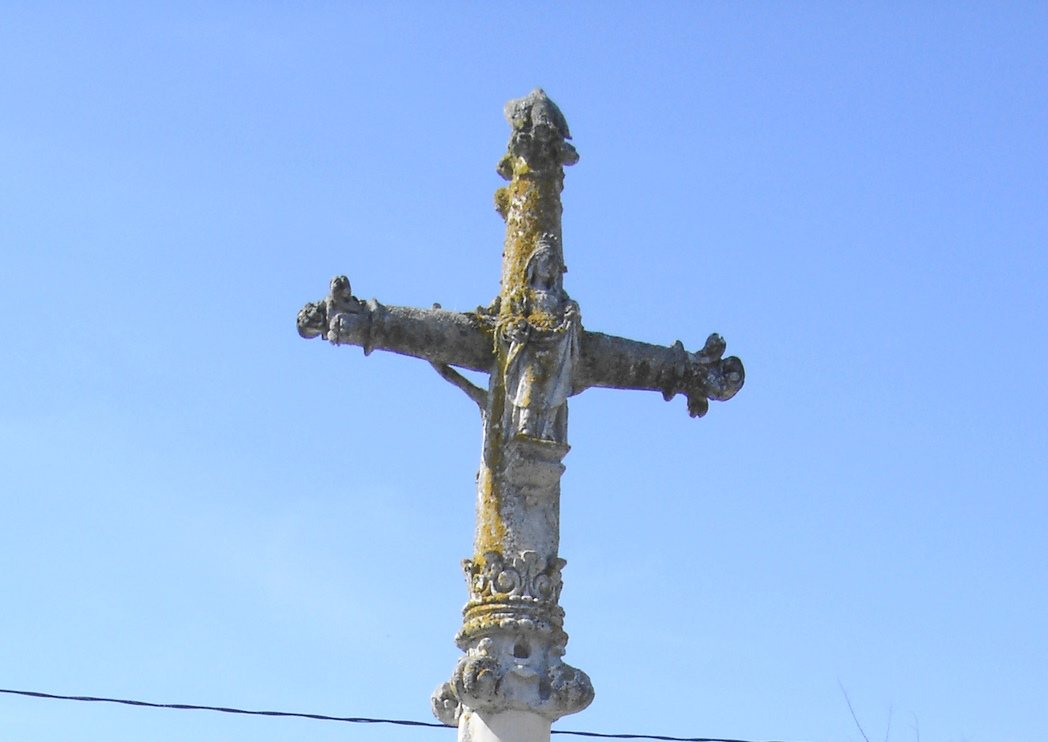
Face avec la Vierge à l'enfant